# Гвінн (Вірджинія)
Гвінн (англ. Gwynn) — переписна місцевість (CDP) в США, в окрузі Метьюз штату Вірджинія. Населення — 578 осіб (2020).

## Географія
Гвінн розташований за координатами 37°29′49″ пн. ш. 76°17′1″ зх. д. / 37.49694° пн. ш. 76.28361° зх. д. (37.497060, -76.283582).  За даними Бюро перепису населення США в 2010 році переписна місцевість мала площу 13,98 км², з яких 6,11 км² — суходіл та 7,87 км² — водойми.

## Демографія
Згідно з переписом 2010 року, у переписній місцевості мешкали 602 особи в 286 домогосподарствах у складі 183 родин. Густота населення становила 43 особи/км².  Було 654 помешкання (47/км²).
Расовий склад населення:
| - 93,0 % — білих - 1,7 % — чорних або афроамериканців - 0,8 % — азіатів - 0,2 % — корінних американців |

До двох чи більше рас належало 4,0 %. Частка іспаномовних становила 1,5 % від усіх жителів.
За віковим діапазоном населення розподілялося таким чином: 15,8 % — особи молодші 18 років, 51,0 % — особи у віці 18—64 років, 33,2 % — особи у віці 65 років та старші. Медіана віку мешканця становила 57,6 року. На 100 осіб жіночої статі у переписній місцевості припадало 87,0 чоловіків;  на 100 жінок у віці від 18 років та старших — 84,4 чоловіків також старших 18 років.
Середній дохід на одне домашнє господарство  становив 77 277 доларів США (медіана — 59 135), а середній дохід на одну сім'ю — 100 105 доларів (медіана — 100 188). За межею бідності перебувало 1,0 % осіб, у тому числі 0,0 % дітей у віці до 18 років та 8,6 % осіб у віці 65 років та старших.
Цивільне працевлаштоване населення становило 411 осіб. Основні галузі зайнятості: освіта, охорона здоров'я та соціальна допомога — 33,6 %, транспорт — 18,0 %, роздрібна торгівля — 16,8 %.